# Peter Michalovič
Peter Michalovič (Malacky, 26 maggio 1990) è un pallavolista slovacco, opposto del Foinikas Syro.

## Carriera

### Club
La carriera di Peter Michalovič inizia nella massima serie del campionato ceco, dove gioca per quattro annate nella formazione del Ostrava. Nella stagione 2011-12 ottiene con la sua squadra la vittoria della Coppa della Repubblica Ceca, mentre nella stagione 2012-13 conquista la vittoria del campionato.
Dalla stagione 2013-2014 viene acquistato dalla formazione della Top Volley Latina, in Serie A1. In Italia resta anche nella stagione 2014-15, giocando però per l'Impavida Ortona, in Serie A2, e in quella 2015-16 con la Callipo, sempre in serie cadetta, aggiudicandosi la Coppa Italia di categoria, dove viene premiato come miglior giocatore: con lo stesso club ritorno in massima serie nella stagione 2016-17.
Per l'annata 2017-18 disputa la Superliga russa con lo Jaroslavič, mentre in quella seguente si trasferisce in francese, impegnato con il Nantes in Ligue A, dove rimane per un triennio.
Nella stagione 2021-22 è invece di scena nella Volley League greca con la maglia del Foinikas Syro.

### Nazionale
Viene convocato nella nazionale slovacca, con la quale conquista la medaglia d'oro nella European League 2011.

## Palmarès

### Club
- Campionato ceco: 1

2012-13
- Coppa della Repubblica Ceca: 1

2011-12
- Coppa di Cecoslovacchia: 1

2009-10, 2011-12
- Coppa Italia di Serie A2: 1

2015-16

### Nazionale (competizioni minori)
- European League 2011

### Premi individuali
- 2015 - Coppa Italia di Serie A2: MVP